# Куилапан-де-Герреро
Куилапан-де-Герреро — город, расположенный в центре штата Оахака на юге Мексики. Он находится в 10 километрах к югу от столицы Оахаки.

## История
Поселение на месте Куилапана-де-Герреро возникло не позднее 500 года до нашей эры. Оно превратилось в город-государство, но было захвачено Монте-Альбаном между VI и IX веком нашей эры. Позднее Куилапан вновь получил независимость и стал одним из важнейших городов-государств в регионе.
После завоевания испанскими конкистадорами его население составляло более 40 000 человек, а социальные институты, экономика и культура были достаточно развиты. Поэтому в 1550-х годах, чтобы обратить миштеков и сапотеков в христианство, здесь был основан крупный монастырь, посвящённый апостолу Иакову. Его построили на месте сапотексской пирамиды. Однако в период с XVI до начале XVII века численность коренного населения в этом районе сократилась, а в XIX веке монастырь был разрушен. В наши дни руины монастырского комплекса находятся в ведении Национального института антропологии и истории как памятник архитектуры.

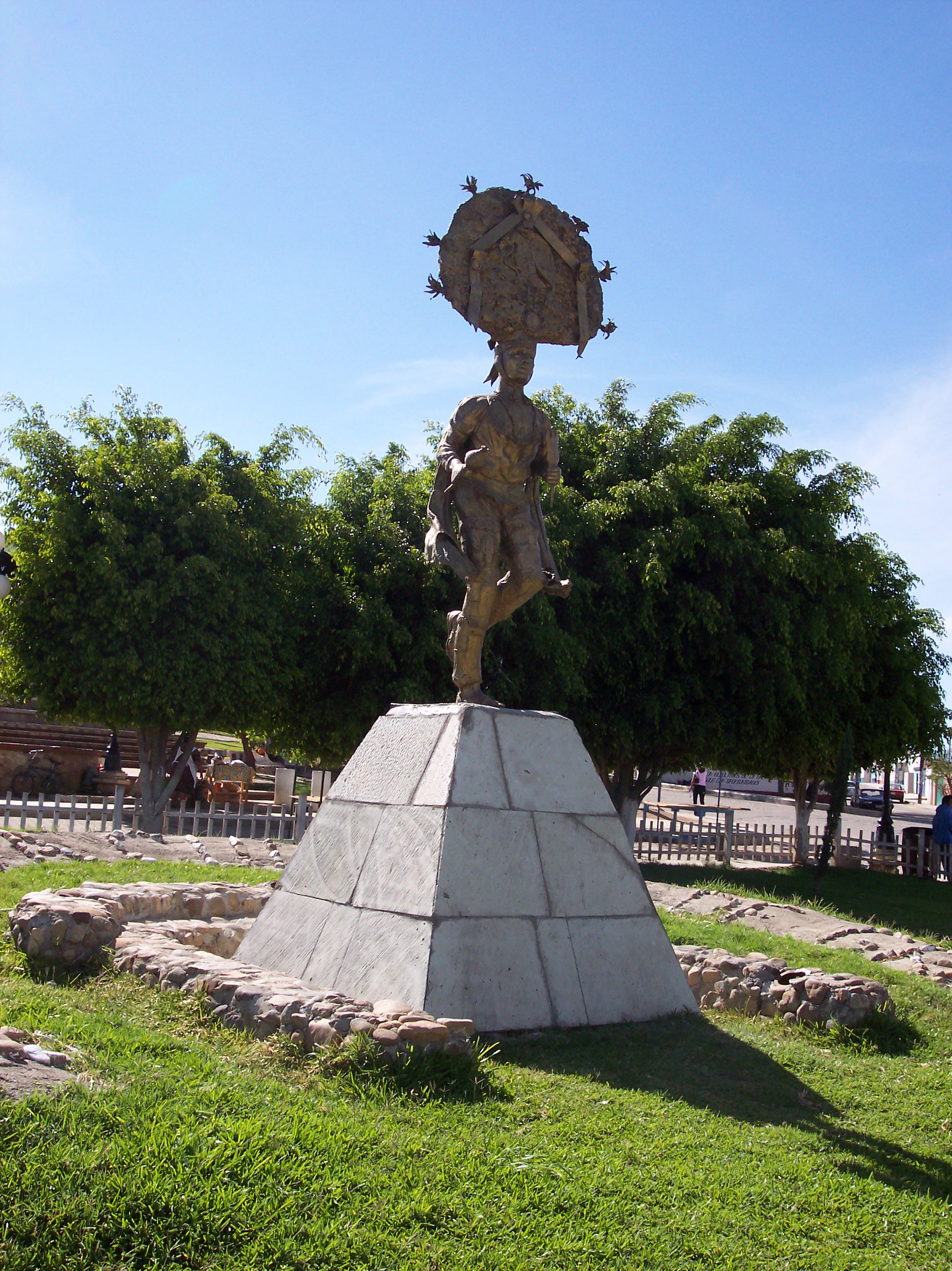
Статуя исполнителя «Danza de la Pluma»

## Культура
В Куилапане-де-Герреро дни святых и другие религиозные праздники сопровождаются народными танцами, мессами, шествиями, фейерверками, родео и живым исполнением местной музыки. Главный праздник года здесь посвящён апостолу Иакову и проходит с 24 по 27 января. Мессы проводятся вечером в первый день, а также утром и днём во второй. При этом полуденная месса 25 января завершается танцем под названием «Danza de la Pluma». Ближе к вечеру исполнение традиционных танцев происходит на главной площади в сопровождении живой музыки, в том числе в рамках мероприятия «jaripeo», затем это продолжается 26 января. В последний день празднование завершается мероприятием с более современными танцами.
Куилапан является родиной «Danza de la Pluma» и известен благодаря изготовлению сложных головных уборов, которые носят исполнители. Этот танец представлен на ежегодном фестивале Гелагеца, проводимом в Оахаке в июле.
Во время празднований и на рынках можно найти распространённые местные блюда, такие как моле, тлаюда, тамале в банановых листьях, тасахо и сегеса — запечённая с барбакоа молотая кукуруза, похожая на клёцки. Среди напитков часто встречаются атоле с шоколадом, орчата, техате, чай из гибискуса и горячий шоколад.